# Artemisia tsugitakaensis
Artemisia tsugitakaensis là một loài thực vật có hoa trong họ Cúc. Loài này được (Kitam.) Ling & Y.R.Ling mô tả khoa học đầu tiên.